# Грийн (окръг, Джорджия)
Вижте пояснителната страница за други населени места с името Грийн.
Окръг Грийн (на английски: Greene County) е окръг в щата Джорджия, Съединени американски щати. Площта му е 1052 km², а населението - 15 693 души. Административен център е град Грийнсбъро.